# La Théorie du chaos (téléfilm)

La Théorie du chaos (Anatomy of Deception) est un téléfilm américain réalisé par Brian Skiba, diffusé en 2014.

## Fiche technique
- Titre original : Anatomy of Deception
- Réalisation : Brian Skiba
- Scénario : Roslyn Muir
- Photographie : Russell Bell
- Durée : 120 min
- Date de diffusion :
  -  France : 9 septembre 2014 sur M6

## Distribution
- Natasha Henstridge : Alison Briggs
- Miranda Frigon : Genna Knowles
- Lochlyn Munro : Williams
- Susie Abromeit : Lydia
- Stephanie Erb : Docteur Marissa Sanderson
- Blanca Blanco : Mila
- K.C. Clyde : Justin
- Erin Ross : Chelsea